# Big Hoops (Bigger the Better)
„Big Hoops (Bigger the Better)” – pierwszy singiel kanadyjskiej piosenkarki Nelly Furtado, promujący jej piąty album, zatytułowany The Spirit Indestructible. Twórcami tekstu utworu są Nelly Furtado, Rodney Jerkins, natomiast jego produkcją zajął się Jerkins. Singel swoją premierę miał 17 kwietnia 2012 roku. „Big Hoops (Bigger the Better)” pod względem muzycznym łączy w sobie przede wszystkim muzykę R&B oraz hip-hop. Tekst utworu odnosi się do życia piosenkarki, ponieważ jako nastolatka miała zamiłowanie do muzyki hip-hop i R&B. Piosenka otrzymała mieszane recenzje od krytyków muzycznych, którzy chwalili podział tego utworu, natomiast został skrytykowany wokal Furtado.

## Wersje utworu
- Digital download[1]

1. „Big Hoops (Bigger the Better)” – 3:52

- UK digital download – EP[2]

1. „Big Hoops (Bigger the Better)” – 3:52
2. „Something” (featuring Nas) – 3:29
3. „Big Hoops (Bigger the Better)” (extended version) – 5:52
4. „Big Hoops (Bigger the Better)” (instrumental) – 3:41

- Germany digital download – Remixes EP[3]

1. „Big Hoops (Bigger the Better)” (radio edit) – 3:35
2. „Big Hoops (Bigger the Better)” (extended version) – 5:52
3. „Big Hoops (Bigger the Better)” (darkchild jungle club mix) – 5:47
4. „Big Hoops (Bigger the Better)” (instrumental) – 3:41

- Germany CD single[4]

1. „Big Hoops (Bigger the Better)” (radio edit) – 3:35
2. „Big Hoops (Bigger the Better)” (extended version) – 5:52

## Notowanie i certyfikaty
| Lista (2012)                              | Najwyższa pozycja |
| ----------------------------------------- | ----------------- |
| Belgia (Ultratop Flandria)                | 5                 |
| Belgia (Ultratop Walonia)                 | 8                 |
| Holandia (Dutch Top 40)                   | 26                |
| Kanada (Canadian Hot 100)                 | 28                |
| Liban (Lebanese Top 20)                   | 20                |
| Niemcy (Media Control Charts)             | 41                |
| Stany Zjednoczone (Pop Songs)             | 40                |
| Stany Zjednoczone (Hot Dance Club Songs)  | 6                 |
| Szkocja (Official Charts Company)         | 22                |
| Wielka Brytania (Official Charts Company) | 14                |

| Państwo               | Status      |
| --------------------- | ----------- |
| Kanada (Music Canada) | złota płyta |

## Historia wydania
| Region                           | Data             | Format                                  | Źródło              |
| -------------------------------- | ---------------- | --------------------------------------- | ------------------- |
| Francja                          | 16 kwietnia 2012 | Airplay                                 | [ 16 ]              |
| Świat (Excluding Germany and UK) | 17 kwietnia 2012 | Digital download                        | [ 1 ] [ 17 ] [ 18 ] |
| Ameryka Północna                 | 1 maja 2012      | Top 40/Mainstream and Rhythmic radio    | [ 19 ]              |
| Niemcy                           | 18 maja 2012     | CD single                               | [ 4 ]               |
| Wielka Brytania                  | 3 czerwca 2012   | Digital download                        | [ 2 ]               |
| Stany Zjednoczone                | 12 czerwca 2012  | Digital download – The Remixes – Part 1 | [ 20 ]              |
| Stany Zjednoczone                | 19 czerwca 2012  | Digital download – The Remixes – Part 2 | [ 21 ]              |